# Scaptodrosophila parsonsi
Scaptodrosophila parsonsi är en tvåvingeart som först beskrevs av Grossfield 1976.  Scaptodrosophila parsonsi ingår i släktet Scaptodrosophila och familjen daggflugor. Inga underarter finns listade i Catalogue of Life.